# ネパール暦

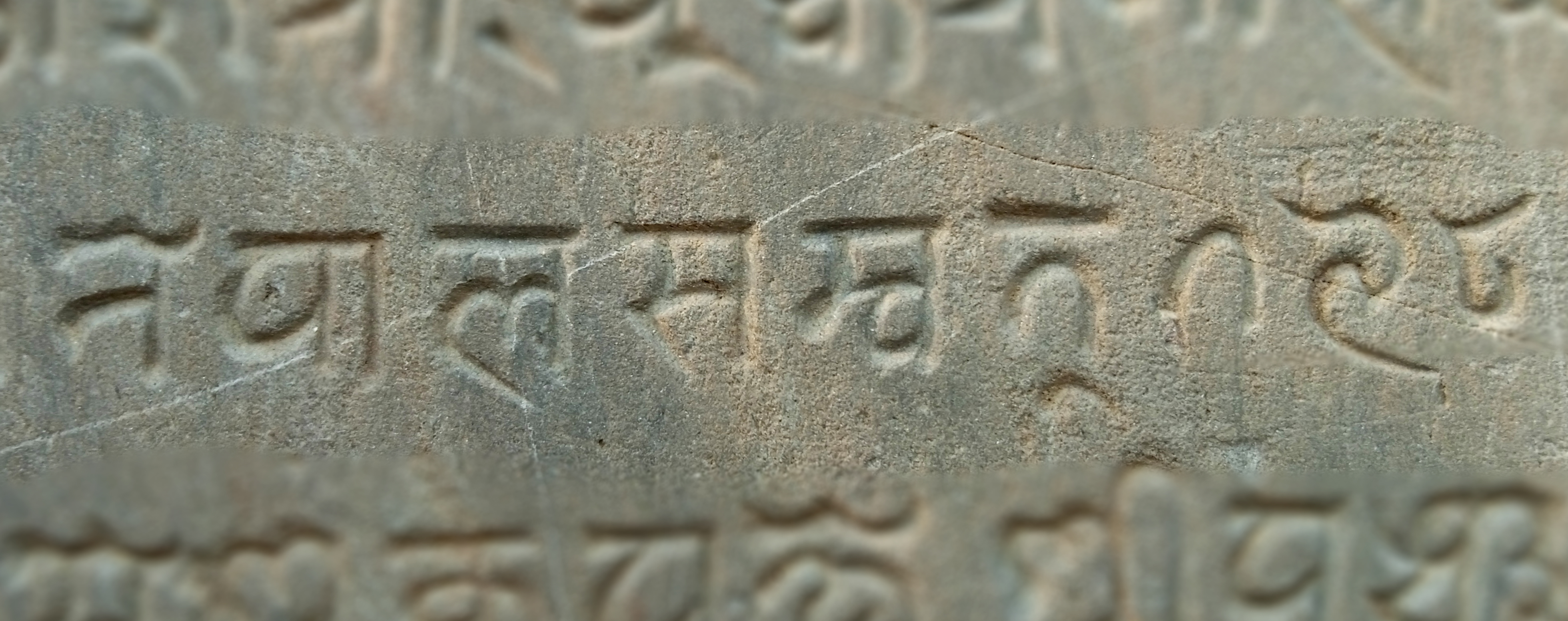
バクタプルにある17世紀の石碑に刻まれたネパール暦

ネパール暦（ネパールれき）とは、中世ネパールで使用されていた太陰暦。2017年現在もネワール族が用いることがあり、ネワール語表記のネワール暦とも呼ばれる。
中世ネパールのデーヴァ王朝から近世にネパール王国が成立するまで用いられた暦がネパール暦である。ネパール暦は、マーナ・デーヴァ暦304年（西暦879年10月20日）を起年とする。ネパール暦から西暦への換算は、おおむねネパール暦に879年、もしくは880年を加えればよいが、厳密な換算は容易ではなくシャカ暦からビクラム暦を経て西暦に換算する必要ある。ネパール暦の新年はカールティカ月（西暦で10月中旬から11月中旬）に始まる。
なお日本の書籍には、現在のネパールで公式の暦であるビクラム暦のことを「ネパール暦」と表記するものがあるが正しくない。たとえば、三都マッラ王朝期にはネパール暦が主要な暦であったが、ビクラム暦も併用されていた。両者の違いについてはネパールの暦、現在のネパールの暦についてはヴィクラマ暦#ネパールを参照のこと。

## 成立
ネパール暦の創始者は不明だが、主要な四王朝王統譜のうち3つがラーガヴァ・デーヴァ王（実在した可能性が高い王で、9世紀末から10世紀初頭に在位した可能性がある）が新しい暦を用いたと記す。『ネーパーラー譜』ではパシュパティ暦、『カーク譜』ではタンブル暦またはヴィクラマジート暦と名称が異なるが、これらがネパール暦である可能性が高い。
ネパール暦の成立には複数の伝承がある。たとえば『バーシャー王朝王統譜』に記される伝承によれば、「ラーガヴァ・デーヴァ王の時代、バクタプルという学者が黄金招来の修法によって、ある川の合流点に位置するラク聖地の砂がある日時に黄金に代わることを知り、荷役に砂を採らせに行かせた。その様子を見ていた賤民のサークワーは荷役にごちそうを振る舞って手なずけ、砂を自宅に運ばせた。再び荷役が集めてバクタブルの元に運んだ砂は、吉祥の時間になっても黄金に変わることが無かった。恥をかいたバクタブルは黄金招来の書を焼却してしまった。いっぽうでサークワーは4日後に黄金を手に入れたが、これを私物化することなくネパールの人々の負債を全て支払い、ネパール暦と名付けた暦を広めた」とある。
ほかの伝承も登場人物の名前や地名が変わったりするのみで筋書きは大きく異なることがない。佐伯和彦は、どの伝承も創造者が賤民など身分が低く非サンスクリット系の人名であることを指摘し、ネパール暦の成立に非サンスクリット語系の勢力が関わっている可能性を指摘している。
ネパール暦は西暦1769年にプリトビ・ナラヤン・シャハが全土の暦をサカ暦（シャカ暦）に統一するまで、ネパールでもっとも利用された暦であった。